# Ounennéfer (grand prêtre d'Osiris)
Pour les articles homonymes, voir Ounennéfer.
Ounennéfer est un ancien grand prêtre égyptien d'Osiris dans le temple d'Osiris à Abydos sous le règne de Ramsès II. Il porte le nom de son dieu, Osiris-Ounennéfer.

## Biographie
Son nom Ounennéfer (« celui qui continue d'être parfait »), est l'une des épithètes d'Osiris, qui fait allusion au pouvoir post-mortem de ce dieu.
Ounennéfer est le fils du grand prêtre d'Osiris Mery et de la chanteuse d'Osiris Maianuy. Il est marié à Tiy également appelée Néfertari, la fille du surveillant du grenier Qeni et de sa femme Ouiay. Ounennéfer et Tiy ont au moins deux fils, Hori et Youyou. La mère de Ounennéfer, Maianuy, est la fille du grand prêtre d'Osiris To (parfois appelé Tjay) et de sa femme Buia.
Suivant une pratique typique du Nouvel Empire, Ounennéfer hérita de son père la fonction de Grand Prêtre d'Osiris, et après trente-cinq ans de sacerdoce il la laissa à son fils Hori, qui fut à son tour remplacé par Yuyu.

## Monuments

### Statue double de Ounennéfer et de son père Mery
La statue (Cairo JdE 35257) représente à la fois Ounennéfer et son père Mery. Ounennéfer est le fils de Mery et Maianuy. Maianuy elle-même est identifiée comme la fille du grand prêtre d'Osiris To et de sa femme Buia. La femme de Ounennéfer Tiy était le chef du Harim d'Osiris. Elle était la fille du surveillant des greniers Qeni et de sa femme Wiay.
La face dorsale de la statue donne plus d'informations sur la famille élargie de Mery et Ounennéfer. Mery serait le fils du dignitaire et grand prêtre d'Osiris Hat et de sa femme Iuy. Les parents de Maianuy et Tiy sont repris dans les inscriptions. Les scènes incluent d'autres parents. Plusieurs sont répertoriés comme « son fils » : le maître d'écurie Ramose, prophète d'Isis Yuyu, deuxième prophète d'Osiris Siese, prophète d'Horus Hor, et le prêtre et lecteur d'Osiris Mery. Il y a aussi une rangée de femmes répertoriées comme « sa fille » : Cheritrê, Ouiay, Isetnofret, Moutnofret et Bouia.

### Monument familial d'Abydos
Ce bloc de calcaire provient d'Abydos, mais se trouve aujourd'hui au Musée du Caire (JdE 35258). Un côté montre Ounennéfer flanqué de deux chacals. Dans le texte il est accompagné de deux hommes dits être « ses frères » : le vizir Rêhotep Ier et le vizir Nebamon. On ne sait pas comment ces hommes sont liés parce qu'ils ne sont pas de vrais frères. Une autre face montre Ounennéfer avec sa femme Tiy et sa mère Maianuy en présence d'une barque. La troisième face montre Wenennufer et son fils le deuxième prophète d'Osiris Siese. La quatrième et dernière face montre Mery tenant deux étendards. On dit que Mery est le fils du dignitaire, père de Dieu et porteur du sceau d'Osiris Hat et de sa femme Iouy. Le nom de Ramsès II apparaît tout au long des scènes.

### Statue debout avec étendards et emblèmes d'Hathor
Cette statue ou élément architectural provient de la chapelle funéraire de Ounennéfer à Abydos et se trouve aujourd'hui au musée d'Athènes (Inv 106). Ounennéfer détient deux normes, où l'une est inscrite pour Hathor, Dame de Medjet et Isis, Dame de Medjet, et l'autre Osiris et Anubis. Ounennéfer tient également un emblème Hathor devant lui. Le texte sur ce monument donne plus d'informations sur la famille. Derrière son bras droit se trouve un texte sur « son frère » le vizir Nebamon, qui serait le fils du dignitaire et du Prêtre-sem Ramose et de sa femme Cheritrê. Derrière son autre bras se trouve un texte sur « son frère » Rahotep . On dit que Rahotep est le fils du grand prêtre d'Osiris To et né de Maianouy.

### Autre
D'autres monuments comprennent :
- Une statue debout avec un étendard (Louvre A66)[11].
- Une stèle d'Abydos (Le Caire CGC 34505)[12].
- Une stèle en panneau de grès (Louvre C97)[13].
- Partie supérieure d'une stèle en grès (Cairo JdE 32025)[14].
- Figures jumelles de Ounennéfer et de sa femme Tiy d'Abydos. (Musée Peabody 2657 - Yale 1937.213)[14].
- Fragments de statuettes en basalte d'Abydos[14].
- Statue en bloc de granit d'Abydos (Bolton Museum 46.03.35)[15].
- Fragments sculpturaux d'Abydos mentionnant Ramsès II[15].
- Texte des dotations de statues datées (Pennsylvania University Museum E9930)[16].
- Fragments d'incrustations d'ébène d'Abydos[17].
- Fragments de chapelle funéraire d'Abydos. Le texte mentionne Ounennéfer, ses parents Mery et Ouiay, et sa femme Tiy[18].
- Statuette funéraire d'Umm-el-Qaab à Abydos[19].
- Statue bloc en collection privée[20].